# Latyt

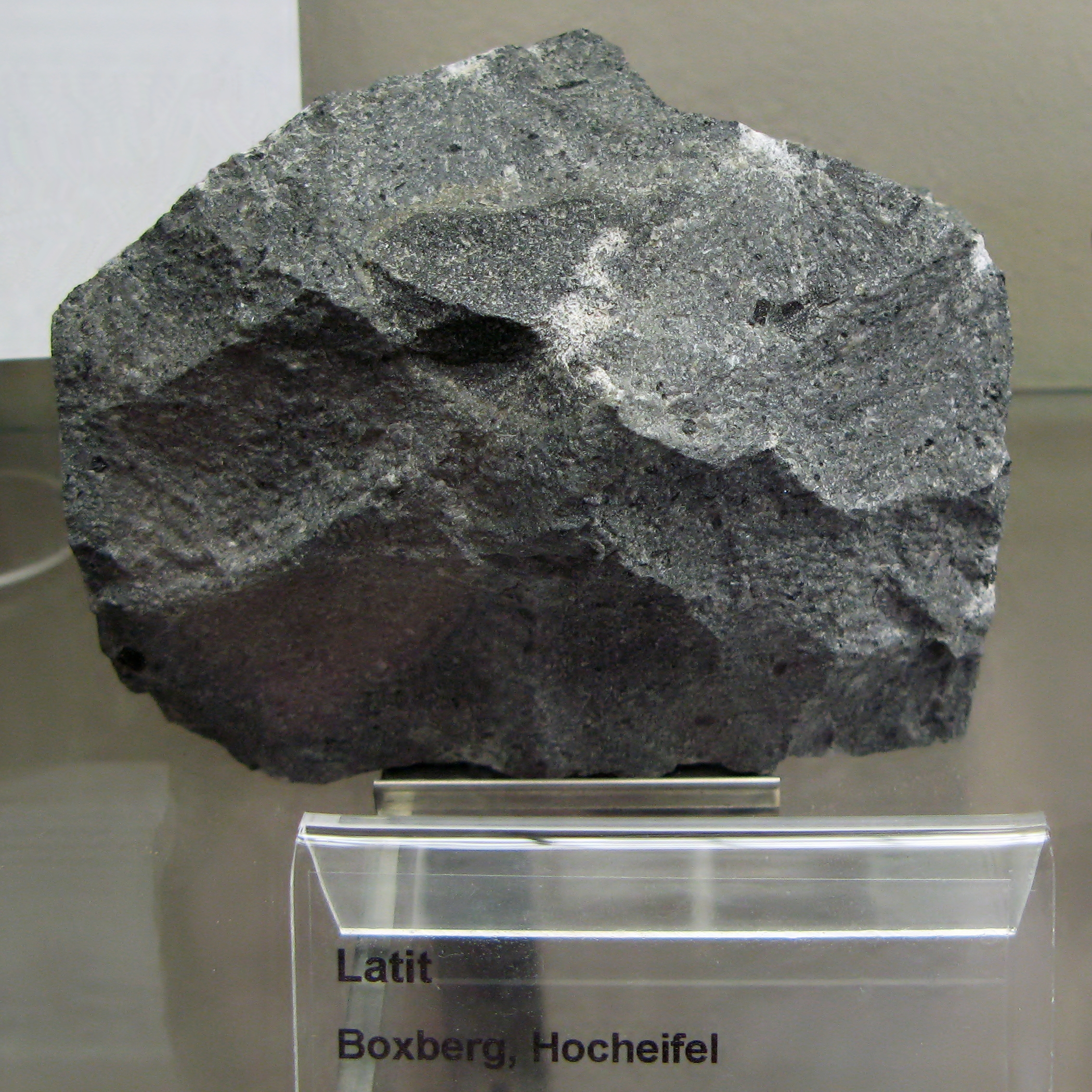
Latyt, Muzeum Minerałów w Bonn, Niemcy

Latyt – skała magmowa, kwaśna, wylewna lub subwulkaniczna. Jego plutonicznym odpowiednikiem jest monzonit.
Na diagramie klasyfikacyjnym QAPF latyt zajmuje pole 8.
W klasyfikacji TAS latyty wraz z benmoreitami zajmują pole S3 (trachyandezyty).
Składa się głównie ze skalenia potasowego i plagioklazów szeregu (oligoklaz–andezyn–labrador), rzadziej kwarcu, piroksenów (augit, diopsyd, hipersten), amfiboli (hornblenda), biotytu. W niewielkich ilościach występują minerały akcesoryczne: apatyt, tlenki żelaza, tytanit, spinel, piryt, cyrkon, allanit i in. Często obecne jest szkliwo wulkaniczne.